# Porky's III - La rivincita!
Porky's III - La rivincita! (Porky's Revenge!) è un film del 1985 diretto da James Komack.
Si tratta del seguito di Porky's II - Il giorno dopo del 1983.

## Trama
I ragazzi di Angel Beach sono in procinto di concludere le superiori, tant'è che "Pipino" Morris già sogna il giorno della consegna dei diplomi, allorquando scoprono che il loro allenatore di pallacanestro, il coach Goodenough, s'è indebitato fino al collo giocando nella bisca clandestina galleggiante di Porky Wallace. Toccherà ai protagonisti dei precedenti film della saga salvare il proprio insegnante, vincere il campionato nazionale di pallacanestro e dare nuovamente una lezione all'odiato Porky.